# کارلوس اوکئندو
کارلوس اوکئندو (اسپانیایی: Carlos Oquendo‎؛ زادهٔ ۱۶ نوامبر ۱۹۸۷) دوچرخه‌سوار اهل کلمبیا است.
وی در مسابقات کشوری و بین‌المللی در مجموع برندهٔ ۱ مدال برنز شده‌است.